# Sybra leucostictica
Sybra leucostictica là một loài bọ cánh cứng trong họ Cerambycidae.